# Heinz Erich Stiene
Heinz Erich Stiene (* 1947) ist ein deutscher Mittellateinischer Philologe.

## Leben
Er studierte von 1968 bis 1974 Latein und Anglistik an der Universität Köln, wo er das erste Staatsexamen ablegte. Nach der Promotion 1979 im Fach Mittellateinische Philologie bei Alf Önnerfors mit einer kommentierten Edition der Vita et Miracula sancti Goaris des Wandalbert von Prüm wurde er 1984 Akademischer Rat an der Mittellateinischen Abteilung des Instituts für Altertumskunde der Universität Köln und 2006 Akademischer Oberrat. Er betreute die Bibliothek der Mittellateinischen Abteilung und war Mitglied der Senatskommission für die Geschichte der Universität. In den Ruhestand wurde er 2014 versetzt.

## Schriften (Auswahl)
- Wandalbert von Prüm "Vita et miracula sancti Goaris" (= Europäische Hochschulschriften. Reihe 1 Deutsche Sprache und Literatur. Band 399). Lang, Frankfurt am Main / Bern 1981, ISBN 3-8204-6899-4 (zugleich Dissertation, Köln 1979).
  - Vita et miracula sancti Goarsi (= Lateinische Sprache und Literatur des Mittelalters. Band 11). Lang, Frankfurt am Main / Bern 1981, ISBN 3-8204-6206-6 (zugleich Dissertation, Köln 1979).
- als Herausgeber: Konkordanz zum Waltharius-Epos (= Europäische Hochschulschriften. Reihe 1 Deutsche Sprache und Literatur. Band 544). Lang, Frankfurt am Main / Bern 1982, ISBN 3-8204-6289-9.
  - als Herausgeber: Konkordanz zum Waltharius-Epos (= Lateinische Sprache und Literatur des Mittelalters. Band 13). Lang, Frankfurt am Main / Bern 1982, ISBN 3-8204-6295-3.
- als Herausgeber: Konkordanz zum Paderborner Epos (Aachener Karlsepos) (= Europäische Hochschulschriften. Reihe 1 Deutsche Sprache und Literatur. Band 501). Lang, Frankfurt am Main / Bern 1982, ISBN 3-8204-7037-9.
  - als Herausgeber: Konkordanz zum Paderborner Epos (Aachener Karlsepos) (= Lateinische Sprache und Literatur des Mittelalters. Band 12). Lang, Frankfurt am Main / Bern 1982, ISBN 3-8204-7036-0.
- als Herausgeber mit Jutta Grub: Verskonkordanz zur Alexandreis des Walter von Châtillon (= Alpha – Omega. Reihe B. Indizes, Konkordanzen zur lateinischen und griechischen Philologie des Mittelalters und der Neuzeit. Band 33). Olms, Hildesheim / Zürich / New York 1985, ISBN 3-487-07677-2.
- als Herausgeber: Konrad von Brauweiler: Vita Wolfhelmi. Leben des Abtes Wolfhelm von Brauweiler (= Pulheimer Beiträge zur Geschichte und Heimatkunde. Sonderveröffentlichung. Band 6). Verein für Geschichte und Heimatkunde, Pulheim 1991, ISBN 3-927765-06-6.
- als Herausgeber: Carmina Brauweilerensia. Lateinische Dichtung in der Benediktinerabtei Brauweiler vom 11. bis 18. Jahrhundert. Edition, Übersetzung, Kommentar (= Pulheimer Beiträge zur Geschichte und Heimatkunde. Sonderveröffentlichung. Band 18). Verein für Geschichte und Heimatkunde, Pulheim 1997, ISBN 3-927765-23-8.
- Gervasius von Tilbury. Kaiserliche Mußestunden. Otia imperialia. Hiersemann, Stuttgart 2010, ISBN 978-3-7772-0902-9.
- Von Horaz und Ovid bis zum Archipoeta. Sechs Rezeptionsgeschichten aus der deutschen Literatur. Kölner Wissenschaftsverlag, Köln 2015, ISBN 978-3-942720-79-3.